# Gran Premio Miguel Induráin
Gran Premio Miguel Induráin, kort GP Miguel Induráin, är ett spanskt endagslopp i landsvägscykling vars första upplaga kördes 1951 och som sedan dess avhållits årligen (med undantag för 1984, 1986 och 2020) i Navarra (i västra delen av Pyrenéerna, strax öster on Baskien). Loppet uppkallades 1999 efter den spanske cyklisten Miguel Induráin, femfaldig vinnare av Tour de France (1991–1995), men arrangerades innan dess under flera olika namn. När UCI Europe Tour instiftades 2005 inkluderades loppet klassificerat som 1.1, uppgraderades till 1.HC 2007, men återvände 2013 till 1.1. När UCI ProSeries instiftades 2020 överfördes loppet dit (1.Pro). Start och mål har med få undantag legat i Estella-Lizarra och loppet går därifrån i olika slingor i de bergiga omgivningarna (bansträckningen varierar år från år).
1958, 1960, 1967 och 1971 kördes Campeonato de España de Montaña, "Spanska bergsmästerskapen" i loppets ställe.
I loppet ingår, förutom priser till de främsta över mållinjen, även en bergspristävling, en spurtpristävling, en lagpristävling och ett pris till bäste deltagare från Navarra.

## Podieplaceringar
| År   | Vinnare                                   | Tvåa                                      | Trea                                      |
| 1951 | Hortensio Vidaurreta                      |                                           |                                           |
| 1952 | Hortensio Vidaurreta                      | Julián Aguirrezabal                       | Manuel Aizpuru                            |
| 1953 | Hortensio Vidaurreta                      | Gabriel Company                           | Salvador Botella                          |
| 1954 | Miguel Vidaurreta                         | Cosme Barrutia                            | Jesús Moriones                            |
| 1955 | Jesús Galdeano Portillo                   | Andreu Trobat                             | José Escolano                             |
| 1956 | Antonio Ferraz                            | Vicent Iturat                             | Hortensio Vidaurreta                      |
| 1957 | Miguel Chacón                             | Carmelo Morales                           | Vicent Iturat                             |
| 1958 | ersatt av Campeonato de España de Montaña | ersatt av Campeonato de España de Montaña | ersatt av Campeonato de España de Montaña |
| 1959 | Miguel Pacheco                            | Antoni Karmany                            | Antonio Bertrán                           |
| 1960 | ersatt av Campeonato de España de Montaña | ersatt av Campeonato de España de Montaña | ersatt av Campeonato de España de Montaña |
| 1961 | José Pérez Francés                        | Antonio Gómez del Moral                   | Angelino Soler                            |
| 1962 | Juan Belmonte                             | Martín Colmenarejo                        | Antonio Bertrán                           |
| 1963 | José Pérez Francés                        | Antonio Barrutia                          | Carlos Echeverría                         |
| 1964 | Francisco Gabica                          | Eusebio Vélez                             | José Pérez Francés                        |
| 1965 | Eusebio Vélez                             | Valentín Uriona                           | Francisco López                           |
| 1966 | Carlos Echeverría                         | Valentín Uriona                           | Manuel Martín Piñera                      |
| 1967 | ersatt av Campeonato de España de Montaña | ersatt av Campeonato de España de Montaña | ersatt av Campeonato de España de Montaña |

| År   | Vinnare                                   | Tvåa                                      | Trea                                      |
| 1968 | José López Rodríguez                      | Luis Ocaña                                | Andrés Gandarias                          |
| 1969 | Gregorio San Miguel                       | José Antonio González Linares             | Nemesio Jiménez                           |
| 1970 | Antonio Gómez del Moral                   | Carlos Echevarría                         | Luis Zubero                               |
| 1971 | ersatt av Campeonato de España de Montaña | ersatt av Campeonato de España de Montaña | ersatt av Campeonato de España de Montaña |
| 1972 | Vicente López Carril                      | Miguel María Lasa                         | José Luis Abilleira                       |
| 1973 | Domingo Perurena                          | José Luis Abilleira                       | Pedro Torres                              |
| 1974 | Miguel María Lasa                         | Domingo Perurena                          | Antonio Martos                            |
| 1975 | Agustín Tamames                           | José Luis Viejo                           | Domingo Perurena                          |
| 1976 | José Nazábal                              | Andrés Oliva                              | Manuel Esparza                            |
| 1977 | Vicente López Carril                      | Enrique Cima                              | Javier Elorriaga                          |
| 1978 | Miguel María Lasa                         | Javier Elorriaga                          | Enrique Cima                              |
| 1979 | Juan Fernández                            | Miguel María Lasa                         | Faustino Ruperez                          |
| 1980 | Juan Fernández                            | Eulalio García                            | Miguel María Lasa                         |
| 1981 | Eulalio García                            | Miguel María Lasa                         | Vicent Belda                              |
| 1982 | Pere Muñoz                                | Juan Fernández                            | Marino Lejarreta                          |
| 1983 | Juan Fernández                            | Josep Lluís Laguía                        | Julian Gorospe                            |
| 1985 | Celestí Prieto                            | Federico Etxave                           | Álvaro Pino                               |
| 1987 | Miguel Induráin                           | Iñaki Gastón                              | Federico Etxave                           |
| 1988 | Pedro Delgado                             | Ángel Camarillo                           | Marino Lejarreta                          |

| År   | Vinnare            | Tvåa                  | Trea                |
| 1989 | Mariano Sánchez    | Federico Etxave       | Casimiro Moreda     |
| 1990 | Pedro Delgado      | Federico Etxave       | Marino Lejarreta    |
| 1991 | Roland Leclerc     | Peter Hilse           | Viktor Klimov       |
| 1992 | Julián Gorospe     | Jean-François Bernard | Viktor Klimov       |
| 1993 | Johnny Weltz       | Neil Stephens         | José Ramón Uriarte  |
| 1994 | Marino Alonso      | Abraham Olano         | José Ramón Uriarte  |
| 1995 | Felix García Casas | Miguel Ángel Peña     | Juan Carlos Vicario |
| 1996 | Alex Zülle         | Laurent Jalabert      | David García        |
| 1997 | Mikel Zarrabeitia  | Bingen Fernández      | David Etxebarria    |
| 1998 | Francisco Mancebo  | Stefano Garzelli      | Davide Rebellin     |

| År   | Vinnare                                | Tvåa                                   | Trea                                   |
| 1999 | Stefano Garzelli                       | David Etxebarria                       | Davide Rebellin                        |
| 2000 | Miguel Ángel Martín Perdiguero         | Laurent Jalabert                       | Ángel Vicioso                          |
| 2001 | Ángel Vicioso                          | David Etxebarria                       | Paolo Lanfranchi                       |
| 2002 | Ángel Vicioso                          | Marcos Serrano                         | Mario Aerts                            |
| 2003 | Matthias Kessler                       | Ángel Vicioso                          | David Etxebarria                       |
| 2004 | Matthias Kessler                       | Miguel Ángel Martín Perdiguero         | Daniele Righi                          |
| 2005 | Javier Pascual Rodríguez               | Alejandro Valverde                     | Ángel Vicioso                          |
| 2006 | Fabian Wegmann                         | Andrea Moletta                         | Andrij Grivko                          |
| 2007 | Rinaldo Nocentini                      | Joaquim Rodríguez                      | Alejandro Valverde                     |
| 2008 | Fabian Wegmann                         | Michael Albasini                       | Joaquim Rodríguez                      |
| 2009 | David de la Fuente                     | Aleksandr Kolobnev                     | Fabian Wegmann                         |
| 2010 | Joaquim Rodríguez                      | Michel Kreder                          | Alexandr Kolobnev                      |
| 2011 | Samuel Sánchez                         | Aleksandr Kolobnev                     | Fabian Wegmann                         |
| 2012 | Daniel Moreno                          | Mikel Landa                            | Ángel Madrazo                          |
| 2013 | Simon Špilak                           | Igor Antón                             | Peter Stetina                          |
| 2014 | Alejandro Valverde                     | Tom-Jelte Slagter                      | Sergej Tjernetskij                     |
| 2015 | Ángel Vicioso                          | Ion Izagirre                           | Beñat Intxausti                        |
| 2016 | Ion Izagirre                           | Sergio Henao                           | Moreno Moser                           |
| 2017 | Simon Yates                            | Michael Woods                          | Sergio Luis Henao                      |
| 2018 | Alejandro Valverde                     | Carlos Verona                          | Nick Schultz                           |
| 2019 | Jonathan Hivert                        | Luis León Sánchez                      | Sergio Higuita                         |
| 2020 | ej avhållet på grund av coronapandemin | ej avhållet på grund av coronapandemin | ej avhållet på grund av coronapandemin |
| 2021 | Alejandro Valverde                     | Alexej Lutsenko                        | Luis León Sánchez                      |
| 2022 | Warren Barguil                         | Aleksandr Vlasov                       | Simon Clarke                           |
| 2023 | Ion Izagirre                           | Sergio Higuita                         | Mattias Skjelmose                      |
| 2024 | Brandon McNulty                        | Maxim Van Gils                         | Oscar Onley                            |
| 2025 | Thibau Nys                             | Alex Molenaar                          | Andrea Bagioli                         |

### Campeonato de España de Montaña
Podieplaceringar de år det spanska "bergsmästerskapet" ersatt det ordinarie loppet.
| År   | Vinnare                 | Tvåa               | Trea                |
| 1958 | Bernardo Ruiz           | Gabriel Company    | Aniceto Utset       |
| 1960 | Antonio Jiménez Quiles  | Ángel Rodríguez    | Benigno Aspuru      |
| 1967 | Antonio Gómez del Moral | Ginés García Perán | José Pérez-Francés  |
| 1971 | Miguel María Lasa       | Txomin Perurena    | Pedro Torres Cruces |